# 愛内よしえ
愛内 よしえ（あいうち よしえ、1989年10月20日 - ）は、日本の女性雀士。
日本プロ麻雀協会所属。協会では執行部員。東京都出身。2008年7期後期で入会。異名は「風の鳴き娘」。

## 人物・経歴
身長159cm
。
趣味は競馬や競輪（麻雀プロ競輪部）、ニート生活、パチンコ、スロット、宴会。特技は写真撮影、加工で、手掛けてきた麻雀プロの宣材写真も100を超える。夫は同団体の菊地俊介。

## 獲得タイトルほか
- 第12回野口恭一郎賞女性棋士部門受賞
- 最強戦女流プレミアムトーナメント2018
- 第9期 最高位戦Classic 2位
- 第4回日本一決定戦優勝